# Henry Suter
Henry Suter (nombre de nacimiento Hans Heinrich Suter, 9 de marzo de 1841 - 31 de julio de 1918) fue un zoólogo, naturalista, paleontólogo y malacólogo neozelandés nacido en Suiza. Es conocido por ser coleccionista experto en caracoles muy pequeños, que posteriormente serían compradas por el Museo Australiano. 

## Biografía
Henry Suter nació el 9 de marzo de 1841 en Zúrich, Suiza, y era hijo de un próspero fabricante de seda de Zúrich. Fue educado en la escuela y la universidad locales, y se formó como químico analítico. Suter se incorporó al negocio de su padre y durante algunos años se dedicó a diversas actividades comerciales.
Desde su niñez, Henry Suter estuvo profundamente interesado en la historia natural. Disfrutó de la amistad y la ayuda de hombres como el Dr. Auguste Forel, el profesor Paul Godet, los hermanos de Saussure (lingüista Ferdinand de Saussure, Sinolog y astrónomo Léopold de Saussure y René de Saussure, esperantista y científico), Escher von der Linth, y especialmente el conocido conquiliólogo Dr. Albert Mousson.
En parte para mejorar sus perspectivas financieras y en parte atraído por la atracción de la fauna de un nuevo país, Suter decidió emigrar a Nueva Zelanda. Fue el último día del año 1886 cuando con su esposa y sus hijos pequeños aterrizaron en Nueva Zelanda. Según palabras del capitán Frederick Hutton: "Era suizo, llegó recientemente a Nueva Zelanda con las presentaciones de reconocidos zoólogos europeos".
Suter comenzó su carrera colonial tomando una selección remota en Forty-mile Bush en el distrito de Wairarapa. 
En este momento crítico, el capitán Hutton, siempre un firme amigo de los zoólogos, logró obtener para su protegido un puesto de subdirector en el Mount Cook Hermitage. Posteriormente, el trabajo estuvo disponible en el Museo de Canterbury. Después de eso, en una u otra de las instituciones científicas de Nueva Zelanda, Suter pasó el resto de su vida en un empleo agradable.
Henry Suter era un coleccionista experto. Se destacó en la búsqueda de los caracoles terrestres más diminutos, para encontrar cuál requiere conocimiento, paciencia y los ojos más agudos. Suter proporcionaba a menudo material valioso a los especialistas de otros grupos. En Suiza había formado una excelente colección de conchas terrestres y de agua dulce europeas, que más tarde fue adquirida por el Museo Australiano. 
Durante varios años, Suter restringió sus estudios a los moluscos terrestres y de agua dulce de Nueva Zelanda. Cuando su trabajo en estos se acercó a su finalización, propuso extender sus investigaciones a los gasterópodos terrestres en el extranjero, de ahí sus artículos dispersos sobre moluscos terrestres de Brasil, Sudáfrica y Tasmania. Sin embargo, sus amigos lo persuadieron de que la ciencia estaría mejor servida si renunciaba a las conchas extranjeras y trasladaba su atención a los moluscos marinos de Nueva Zelanda. No solo tomó este curso, sino que finalmente incorporó a los moluscos terciarios a su esfera de operaciones.
Sus características fueron la paciencia, la perseverancia y la concentración, más que una gran amplitud de visión.
Después de una breve enfermedad, Henry Suter murió en su casa en Christchurch el 31 de julio de 1918. Fue enterrado en el cementerio de Linwood el 3 de agosto de 1918.

## Bibliografía

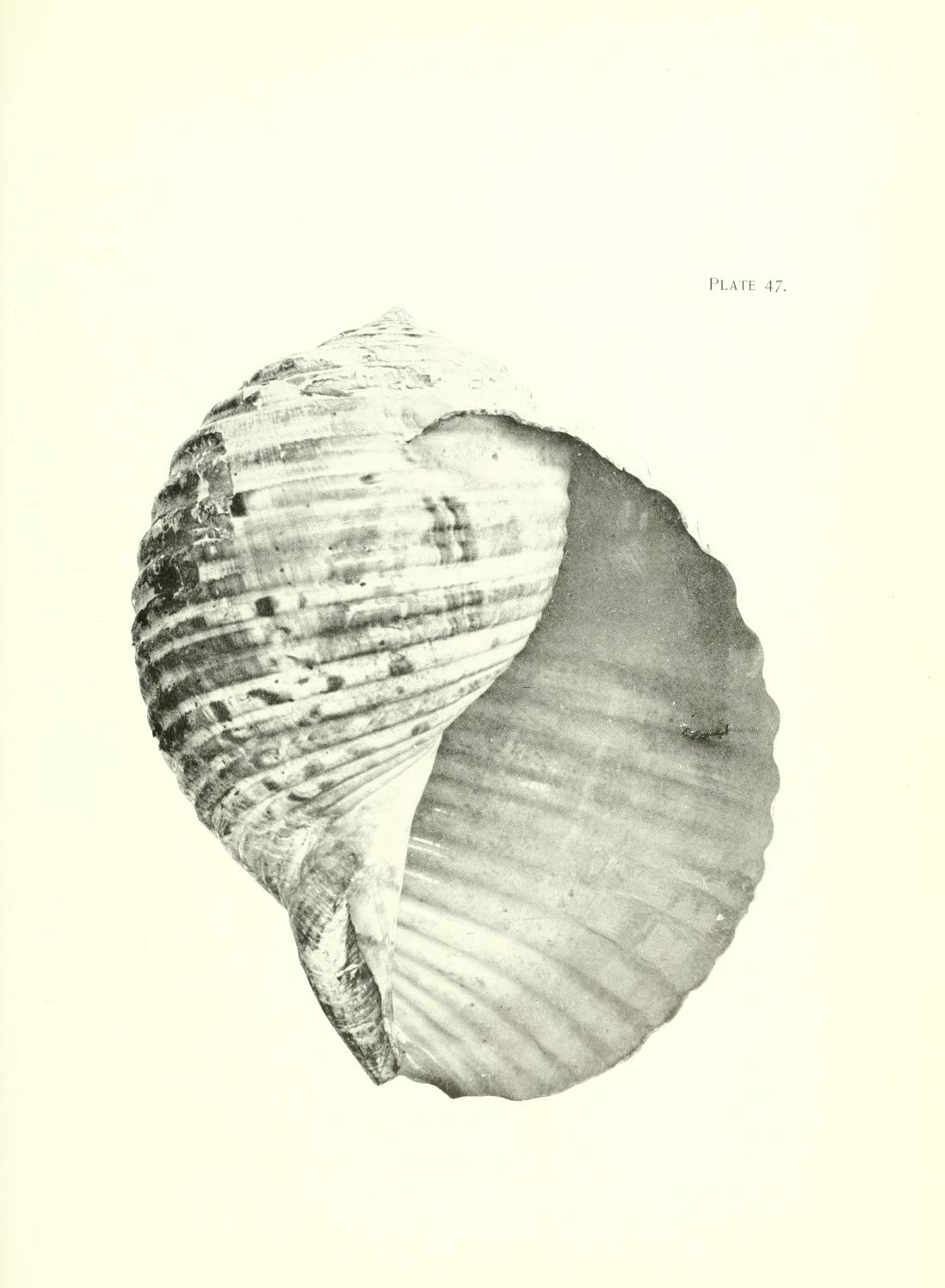
Dibujo en su obra más importante Manual del molusco de Nueva Zelanda

## Especies descritas
Las especies descubiertas y descritas originalmente por Henry Suter incluyen los siguientes gasterópodos:
- Gundlachia lucasi (Suter, 1905)
- Gundlachia neozelanica (Suter, 1905)
- Potamopyrgus subterraneus (Suter, 1904)
- Odostomia murdochi (Suter, 1913)
- Fastigiella australis (Suter, 1919, fósil)